# Знаменский сельский совет (Харьковская область)
Знаменский сельский совет — входит в состав Нововодолажского района Харьковской области Украины.
Административный центр сельского совета находится в селе Знаменка.

## История
- 1917 — дата образования.

## Населённые пункты совета
- село Зна́менка
- село Бродо́к
- село Кругля́нка
- село Ману́йлово
- село Фёдоровка

### Ликвидированные населённые пункты
- село Пересол
- село Рапсище